# الگارابو، اسپانیا
الگارابو، اسپانیا (به اسپانیایی: Algarrobo, Spain) یک شهرستان در اسپانیا است که در اندلس واقع شده‌است.

## خصوصیات
الگارابو ۱۰ کیلومترمربع مساحت و ۶٬۱۴۴ نفر جمعیت دارد و ۸۶ متر بالاتر از سطح دریا واقع شده‌است.